# Hans Jaeger (Publizist)
Hans Heinrich Ferdinand Jaeger (Hans Jäger) (* 10. Februar 1899 in Berlin; † 12. Oktober 1975 in London) war ein deutscher politischer Funktionär (KPD), Aktivist und Schriftsteller.

## Leben und Tätigkeit

### Jugend und Zeit der Weimarer Republik
Jäger war der Sohn des Bildhauers Gotthilf Jäger und seiner Frau Milly, geb. Puller. Nach dem Bestehen des Abiturs im Jahr 1917 wurde er zum zwangsweisen Kriegsdienst eingezogen.
Von 1919 bis 1922 studierte Jäger Geschichte, Germanistik, Philosophie und Volkswirtschaft in Berlin, Frankfurt am Main und Köln. Anschließend verdingte er sich als Publizist und Redakteur.
1918 schloss sich Jäger dem Spartakusbund an. Im folgenden Jahr wurde er Mitglied der Kommunistischen Partei Deutschlands. 1920 wechselte er kurzfristig in die KAPD, um dann zur KPD zurückzukehren.
In den frühen 1920er Jahren arbeitete Jäger als Privatlehrer und als Redakteur für das Wolffsche Telegraphenbüro, dessen Kölner Büro er zeitweise leitete.
In den folgenden Jahren betätigte er sich als Funktionär in verschiedenen KPD-Organisationen und arbeitete bei verschiedenen Parteizeitungen mit. Außerdem engagierte er sich in der Liga gegen Imperialismus und im Bund proletarisch-revolutionärer Schriftsteller.
Von 1925 bis 1933 war Jäger Leiter des Marx-Engels-Verlages in Frankfurt am Main bzw. (ab 1929) in Berlin. Während dieser Zeit war er an der Herausgabe der Marx-Engels-Gesamtausgabe beteiligt. Außerdem gehörte er seit 1925 zu den Mitarbeitern des Instituts für Sozialforschung in Frankfurt.
Im Jahr 1929 war Jäger zudem Organisator des 2. Kongresses der Liga gegen Imperialismus, deren Reichsleiter er drei Jahre später, 1932, wurde. Zu Beginn der 1930er Jahre war Jäger, der als einer der führenden Ideologen der KPD galt, zudem zeitweise Abteilungsleiter in der Agitpropabteilung des ZK der KPD und in dieser Stellung führend bei den Aktivitäten unter Intellektuellen und in nationalrevolutionären Kreisen. In dieser Eigenschaft verfasste er zahlreiche Artikel für kommunistische Zeitschriften.

### NS-Zeit und Zweiter Weltkrieg
Wenige Monate nach dem Machtantritt der Nationalsozialisten im Frühjahr 1933 emigrierte Jäger im März 1933 nach Prag. Sein Vater, der vom neuen Regime wegen des Verdachtes, dem Sohn bei der Flucht geholfen zu haben, drangsaliert wurde, nahm sich im November 1933 das Leben.
In Prag veröffentlichte Jäger das Buch Das wahre Gesicht der NSDAP. Die ihm angetragene Leitung des Marx-Engels-Verlages in Leningrad lehnte Jäger während einer Moskaureise im Jahr 1934 ab. Stattdessen trat er 1935 aus der KPD aus und wurde von der IKK der Komintern ausgeschlossen. In den folgenden Jahren arbeitete er für die Zeitungen Volksrecht in Zürich, Der Deutsche in Polen und Freies Deutschland. 1937 beteiligte er sich an der Gründung der Deutschen Front gegen das Hitler-Regime. Vor allem war er aber ein führendes Mitglied der sich in Prag etablierenden Volkssozialen, die einen dritten Weg zwischen Kommunismus und Sozialdemokratie suchten: Die erstere erachteten sie als zu marxistisch, internationalistisch und revolutionär, die letztere als zu reformerisch. Stattdessen müsse man den Sozialismus zu einer Volksbewegung entwickeln, nur auf diese Weise, so Jägers Argumentation, könne das NS-Regime, das durch eine Volksbewegung an die Macht gekommen sei, gestürzt werden.
Von Prag aus emigrierte Jäger im April 1939 mit Hilfe des Czech Refugee Trust Fund über Polen und Kopenhagen nach London, von wo er bis zum Ausbruch des Zweiten Weltkriegs weiterhin aktiv gegen das nationalsozialistische Regime in Deutschland arbeitete.
Bei den nationalsozialistischen Überwachungsorganen als gefährlicher Staatsfeind geltend, wurde Jäger im Frühjahr 1940 vom Reichssicherheitshauptamt auf die Sonderfahndungsliste G.B. gesetzt, einem Verzeichnis von Personen, die für den Fall einer erfolgreichen Invasion und Besetzung der britischen Insel durch die deutsche Wehrmacht automatisch und vorrangig von Sonderkommandos der SS ausfindig gemacht und verhaftet werden sollten.
Von Juni 1940 bis März 1941 wurde Jäger als Bürger eines feindlichen Staates auf der Isle of Man interniert, dann aber vom Kriegsministerium als politisch zuverlässig eingestuft und freigelassen. In den folgenden Jahren gehörte er dem Kulturforum in London, einer Gegenorganisation zum kommunistisch dominierten Freien Deutschen Kulturbund, an. 1942 beteiligte er sich an der Gründung des Klubs der Konstruktivisten. 1943 wurde er Vorsitzender des im Londoner Stadtteil Hampstead angesiedelten Club 1943, einem Treffpunkt deutscher Emigranten in Großbritannien, vor allem von Schriftstellern und Intellektuellen. Auch Mitglied des PEN-Clubs wurde er. Mit Blick auf Deutschland propagierte er in diesen Jahren eine nicht-marxistische sozialistische Ordnung mit räterepublikanischen Elementen als Modell für die innere Strukturierung des Landes.
Gegen Kriegsende näherte Jäger sich der SPD an. 1944 wurde er britischer Staatsbürger und trat nach dem Krieg vor allem für die deutsch-britische Verständigung ein.

### Nachkriegszeit
In der Nachkriegszeit arbeitete Jaeger als Journalist und als Korrespondent für deutsche und britische Rundfunkanstalten. So schrieb er für die Deutsche Rundschau, Die Aktion und das Freie Wort. Zudem trat er mit verschiedenen Büchern über die politischen Verhältnisse in der Sowjetunion und über den Nationalsozialismus an die Öffentlichkeit. In Eigenregie gab er außerdem ab 1949 den Informationsdienst Bulletin on German Questions und ab 1971 zusätzlich die Korrespondenz Afro-Asian-Latin American Information heraus. Darüber hinaus  trat er häufig als Vortragsredner auf.
Politisch kennzeichnete Jaeger sich in den ersten Jahren nach dem Zweiten Weltkrieg – da er den Kommunismus nun endgültig ablehnte, aber auch mit der Ausrichtung der Sozialdemokratie nicht übereinstimmte – als „heimatloser Linker“. Er wurde später jedoch Mitglied der britischen Labour Party und orientierte sich allmählich verstärkt auch an der deutschen Sozialdemokratie. Innerhalb der Movement for Colonial Liberation engagierte er sich für die Unabhängigkeit der britischen Kolonien in Afrika und Asien. Außerdem war er Mitglied des Institute for Foreign Affairs.
Der Nachlass von Jaeger, der 1969 das Große Bundesverdienstkreuz erhielt, wird heute im Institut für Zeitgeschichte und im Bundesarchiv aufbewahrt.

## Schriften (Auswahl)
- Publizistische Propaganda für den Faschismus in Deutschland. In: Die Linkskurve. 2. Jg., Nummer 5. Mai 1930, S. 11–14.
- Das Schrifttum der deutschen Faschisten und ihre literarische Impotenz. In: Die Linkskurve. 3. Jg., Nummer 2. Februar 1931, S. 15–20.
- Lenz, der Youngplan, die Kirchen und die Sowjetunion. In: Die Linkskurve. 3. Jg., Nummer 4. April 1931, S. 24. (Rezension Friedrich Lenz: Der Youngplan, die Kirchen und die Sowjetunion. Verlag Der Vorkämpfer, Krefeld 1930)
- Der Krieg 1870/71. In: Die Linkskurve. 3. Jg., Nummer 5. Mai 1931, S. 25. (Rezension: Friedrich Engels: Der deutsch-französische Krieg 1870/71. Verlag für Literatur und Politik).
- Die Auflockerung im bürgerlichen Lager. In: Die Linkskurve. 4. Jg., Nummer 7. März 1932, S. 17–21 und Nummer 4 April 1932. S. 1–-25.
- Der entlarvte Mythos des 20. Jahrhunderts. In: Die Linkskurve. 4. Jg., Nummer 7. Juli 1932, S. 1–5.
- Nationalsozialismus und Literatur. In: Die Linkskurve. 4. Jg., Nummer 9. September 1932, S. 15–19.
- Das wahre Gesicht Hitlers und der NSDAP. Verlag der Linksfront, Prag 1933.
- Die Anfänge der faschistischen Literatur. In: Internationale Literatur. Bd. 3, Nr. 5, November 1933, S. 146–152. Exilpresse
- (anonym): Volks-Sozialismus. Tetschen/Elbe, Č.S.R., Peters Selbstverlag 1936 (laut Verfasser Karlsbad 1936)
- Hans Jaeger, Eugen M. Brehm: Verfassungsprogramm der Volkssozialisten. Volkssozialisten, London 1943.
- No more German nationalism. Two addresses. Deutsche Volkssozialistische Bewegung, London 1944.
- Staatsallmacht und Bürokratismus in der Sowjetunion. Montana Verlag, Darmstadt 1952. (=Schriften zum Zeitgeschehen 11)
- Tschu-En-Lai. In: Deutsche Rundschau. 80, Berlin 1954, S. 880–886.
- Faschismus – Stalinismus. Europäische Ideen, Berlin 1979. (=Europäische Ideen 45/46)